# فشار (ترانه انریکه ایگلسیاس)
«فشار» تک‌آهنگی از هنرمند اهل اسپانیا انریکه ایگلسیاس، لیل وین است که در سال ۲۰۰۸ میلادی منتشر شد. این تک‌آهنگ در آلبوم بی‌خواب (آلبوم انریکه) قرار داشت.